# Neurigona cilipes
Neurigona cilipes är en tvåvingeart som först beskrevs av Oldenberg 1904.  Neurigona cilipes ingår i släktet Neurigona och familjen styltflugor.
Artens utbredningsområde är Italien. Inga underarter finns listade i Catalogue of Life.